# 1964 en photographie
| Années de la photographie : 1961 - 1962 - 1963 - 1964 - 1965 - 1966 - 1967    |
| Décennies de la photographie : 1930 - 1940 - 1950 - 1960 - 1970 - 1980 - 1990 |

Cet article présente les faits marquants de l'année 1964 en photographie.

## Événements
- 7 juin : inauguration du Musée français de la photographie de Bièvres, dans l'Essonne, premier musée français entièrement consacré à la photographie, créé à l'initiative de Jean Fage[1]. Ce même jour a lieu dans la ville la 1re édition de la Foire à la photographie, à laquelle participent entre autres Man Ray, Pierre Ichac, Emmanuel Sougez, Paul Almásy, Lucien Lorelle, Harry Meerson et Marcel Bovis.
- Création de la revue bimestrielle française de photographie Terre d'images ; le rédacteur en chef des sept premiers numéros est Jean Adhémar, auquel succède Jean-Louis Swiners.
- Martine Franck devient la photographe officielle de la compagnie du Théâtre du Soleil d'Ariane Mnouchkine[2].
- Création de l'entreprise belge Agfa-Gevaert, issue de la fusion des sociétés Agfa (Allemagne) et Gevaert (Belgique) ; elle fabrique des pellicules et du papier pour la photographie argentique ainsi que du matériel de photographie et de cinéma amateur.
- Création à Dresde en Allemagne de Pentacon, fabricant d'appareils photographiques.
- Commercialisation par la firme allemande Leica du Leicaflex (en), un appareil photographique reflex à objectif unique au format 35 mm[3].
- Le studio de photographie Blanc et Demilly fondé à Lyon en 1924 par Théo Blanc et Antoine Demilly cesse ses activités[4].

## Livres de photographies
- (en) Germaine Krull, Bangkok, Siam's city of angels, texte de Dorothea Melchers, Londres, Robert Hale, 191 p.
- William Klein, Tokyo, illustré de 157 photographies reproduites en héliogravure, Delpire éditeur, Paris, 184 p.[5].
- André Martin, La Tour Eiffel, texte de Roland Barthes, Paris, Delpire (coll. « Le Génie du lieu », no  4), 120 p.[6].

## Expositions
- 27 mai - 23 août : The photographer's eye, Museum of Modern Art (MoMA), New York, commissaire d'exposition John Szarkowski[7].
- 4 juillet - 15 septembre : Lucien Clergue : photographies 1958-1964, Château de Lunéville.
- Eugène Atget, Bibliothèque nationale, Paris[8].

## Prix et récompenses
- Prix Niépce : Jean Garet[9].
- Prix Nadar : André Jammes (préf. Jean Adhémar), Charles Nègre photographe : 1820-1880, Paris, Imprimerie de France (ISBN 2-85744-536-9)[9].
- Médaille David-Octavius-Hill : Herbert List.
- Prix culturel de la Société allemande de photographie : Fritz Kempe et Emil Schulthess.
- Prix Robert Capa Gold Medal : Horst Faas pour sa couverture de la guerre du Viêt Nam.
- Prix Pulitzer de photographie : Robert H. Jackson, du Dallas Times Herald pour la photographie représentant Jack Ruby tirant sur Lee Harvey Oswald le 24 novembre 1963 deux jours après l'arrestation de ce dernier pour suspicion d'assassinat du président américain John Fitzgerald Kennedy.
- Prix de la Société de photographie du Japon / prix annuel : Département de photographie du journal Asahi shinbun / espoirs : Kōjō Tanaka.
- World Press Photo of the Year :  Don McCullin, pour la photographie d'une femme turque pleurant la mort de son mari, victime de la guerre civile entre Grecs et Turcs lors du conflit de Chypre[10].
- Médaille du progrès de la Royal Photographic Society : Harold Edgerton.
- Création du prix de photographie animalière Wildlife Photographer of the Year par le Musée d'histoire naturelle de Londres et le magazine BBC Wildlife.

## Naissances
- 1er janvier : Stanislas Amand, photographe français.
- 28 janvier : Juergen Teller, photographe allemand, lauréat en 2003 du Prix Citigroup Photography décerné par Deutsche Börse
- 3 février : Valérie Belin, artiste plasticienne et photographe française.
- 29 mars : Osamu Kanemura, photographe japonais.
- 9 juin : Carole Bellaïche, photographe française.
- 23 juin : Andrew Stark, photographe de rue australien.
- 28 juillet : Dominique Mérigard, photographe, graphiste et écrivain français.
- 1er juillet : Iris Brosch, photographe de mode et artiste allemande.
- 27 novembre : Laurent Élie Badessi, photographe français actif aux États-Unis.
- 27 décembre : Valérie Jouve photographe et vidéaste française, lauréate en 2013 du Prix Niépce.

- Date précise inconnue ou non renseignée :
  - Lori Blondeau, artiste et photographe canadienne crie et saulteaux.
  - Liz Johnson Artur, photographe britannique d'origine russo-ghanéenne.
  - Steve Lehman, photographe américain connu pour ses photographies du Tibet.
  - Martin Liebscher, artiste photographe allemand.
  - Birgitta Lund, photographe danoise.
  - Josephine Meckseper, photographe, vidéaste et artiste allemande.
  - Denis Ponté, photographe hispano-suisse.
  - Pierre Reimer, photographe français.

## Décès
- 6 février : Marinus, photographe et journaliste danois, né le 4 septembre 1884.
- 21 avril : August Sander, photographe allemand, né le 17 novembre 1876.
- 7 juillet : Ichirō Kojima, photographe japonais, né le 14 novembre 1924.
- 14 août : Yasuzō Nojima, photographe japonais, né le 12 février 1889.
- 25 août : Théo Mey, photographe luxembourgeois, né le 18 avril 1912.
- 3 octobre : Melbourne Spurr, photographe américain, né le 22 décembre 1888.
- 28 octobre : Thilly Weissenborn, photographe néerlandaise, active à Java, née le 22 mars 1889.
- 20 novembre : Aurel Bauh, photographe roumain, actif à Paris et à Bucarest, né le 6 février 1900.
- 21 décembre : Carl Van Vechten, romancier, critique d'art et photographe américain, né le 17 juin 1880.

- Date précise inconnue ou non renseignée :
  - Milton Manákia, photographe macédonien, né en 1882.
  - Balbino Sobrado, photographe espagnol, né en 1883.

## Célébrations
Centenaire de naissance
- Carl Akeley
- James Craig Annan
- George Charles Beresford
- Fred Holland Day
- Adolphe Duperly
- Belle Johnson
- Frances Benjamin Johnston
- Louis Lumière
- Nicola Perscheid
- Pierre-Fortunat Pinsonneault
- Emmanuel Pottier
- Alfred Stieglitz
- Auguste Vautier

Centenaire de décès
- Camille Dolard
- Amélie Guillot-Saguez
- Janez Puhar